# Dynomenidae
Famille
Les Dynomenidae sont une famille de crabes. Elle comprend 21 espèces actuelles et 36 fossiles dans 19 genres dont 14 fossiles.

## Liste des genres
Selon World Register of Marine Species (16 décembre 2015) :

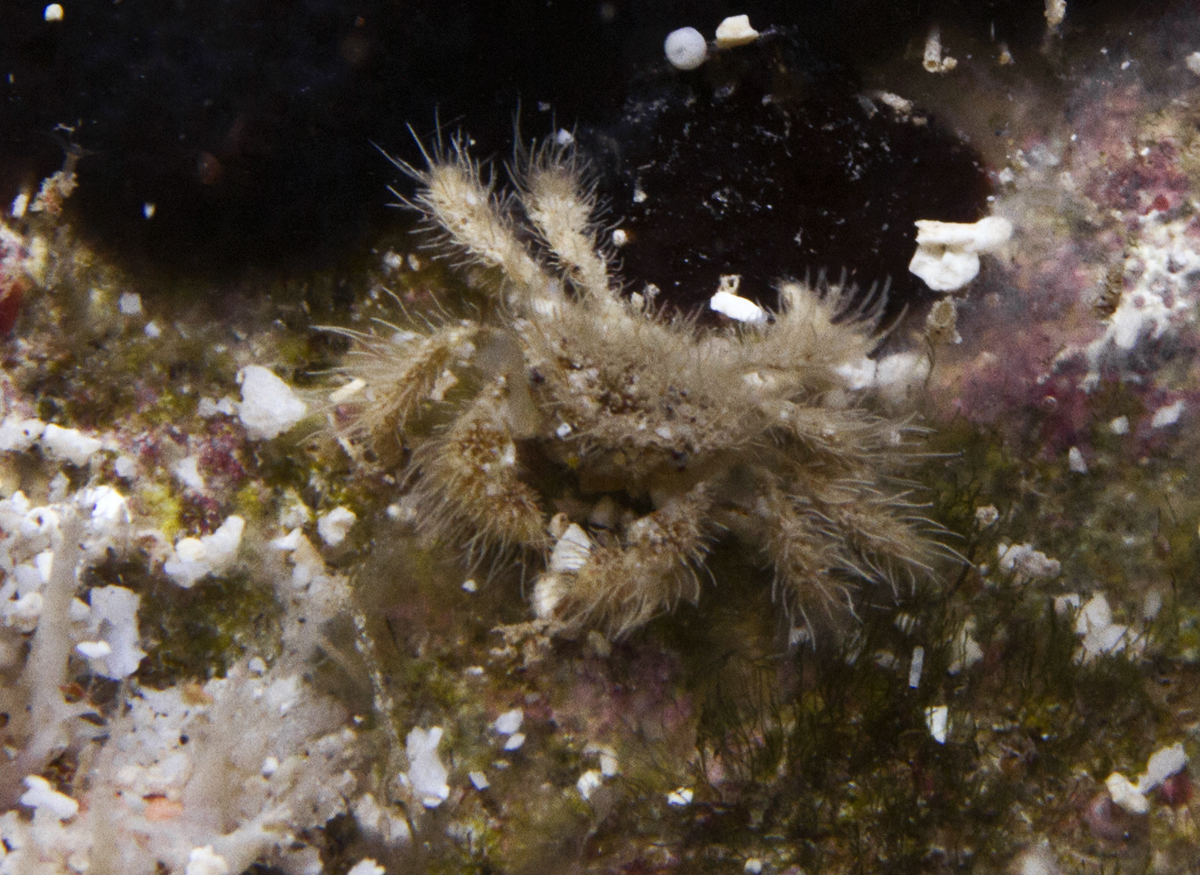
Hirsutodynomene spinosa (juvénile)

- sous-famille Acanthodromiinae Guinot, 2008
  - genre Acanthodromia A. Milne-Edwards, 1880
- sous-famille Dynomeninae Ortmann, 1892
  - genre Dynomene Desmarest, 1823
  - genre Hirsutodynomene McLay, 1999
- sous-famille Metadynomeninae Guinot, 2008
  - genre Metadynomene McLay, 1999
- sous-famille Paradynomeninae Guinot, 2008
  - genre Paradynomene Sakai, 1963
- genre Maxillothrix Stebbing, 1921

D'autres sources citent ces genres fossiles : 
- †Acanthodiaulax Schweitzer, Feldmann, Fam, Hessin, Hetrick, Nyborg & Ross, 2003
- †Basinotopus M’Coy, 1849
- †Cyamocarcinus Bittner, 1883
- †Dromiopsis Reuss, 1858
- †Dynomenopsis Secretan, 1972
- †Eotrachynotocarcinus Beschin, Busulini, De Angeli & Tessier, 2007
- †Gemmellarocarcinus Checchia-Rispoli, 1905
- †Graptocarcinus Roemer, 1887
- †Kierionopsis Davidson, 1966
- †Maurimia Martins-Neto, 2001
- †Ovamene Müller & Collins, 1991
- †Stephanometopon Bosquet, 1854
- †Trechmannius Collins & Donovan, 2006
- †Xandaros Bishop, 1988

## Référence
- Ortmann, 1892 : Die Decapoden-Krebse des Strassburger Museums, mit besonderer Berücksichtigung der von Herrn Dr. Döderlein bei Japan und bei den Liu-Kiu-Inseln gesammelten und zur Zeit im Strassburger Museum aufbewahrten Formen. V Theil. Die Abtheilungen Hippidea, Dromiidea und Oxystomata. Zoologische Jahrbücher. Abteilung für Systematik, Geographie und Biologie der Thiere, vol. 6, p. 532–588.

## Sources
- Ng, Guinot & Davie, 2008 : Systema Brachyurorum: Part I. An annotated checklist of extant brachyuran crabs of the world. Raffles Bulletin of Zoology Supplement, n. 17 p. 1–286.
- De Grave & al., 2009 : A Classification of Living and Fossil Genera of Decapod Crustaceans. Raffles Bulletin of Zoology Supplement, n. 21, p. 1-109.